# Wilhelm Bartel
Wilhelm Theodor Bartel (geboren 11. Juli 1821 in Friesoythe, Großherzogtum Oldenburg; gestorben 12. Juli 1880 in Vechta) war ein deutscher Richter und Parlamentarier.

## Leben
Wilhelm Bartel war ein Sohn des Amtmanns Conrad Bartel und der Maria Anna Schenkberg. Er besuchte das Gymnasium in Münster in Westfalen und studierte ab 1840 Rechtswissenschaften an der Georg-August-Universität Göttingen. 1841 wurde er Mitglied des Corps Guestphalia Göttingen. Nach dem Studium trat er in den oldenburgischen Justizdienst ein. Er war Amtsrichter und Justizrat und zuletzt Oberamtsrichter in Vechta.
Von 1860 bis 1869 gehörte Bartel dem Oldenburgischen Landtag an.